# Bondage

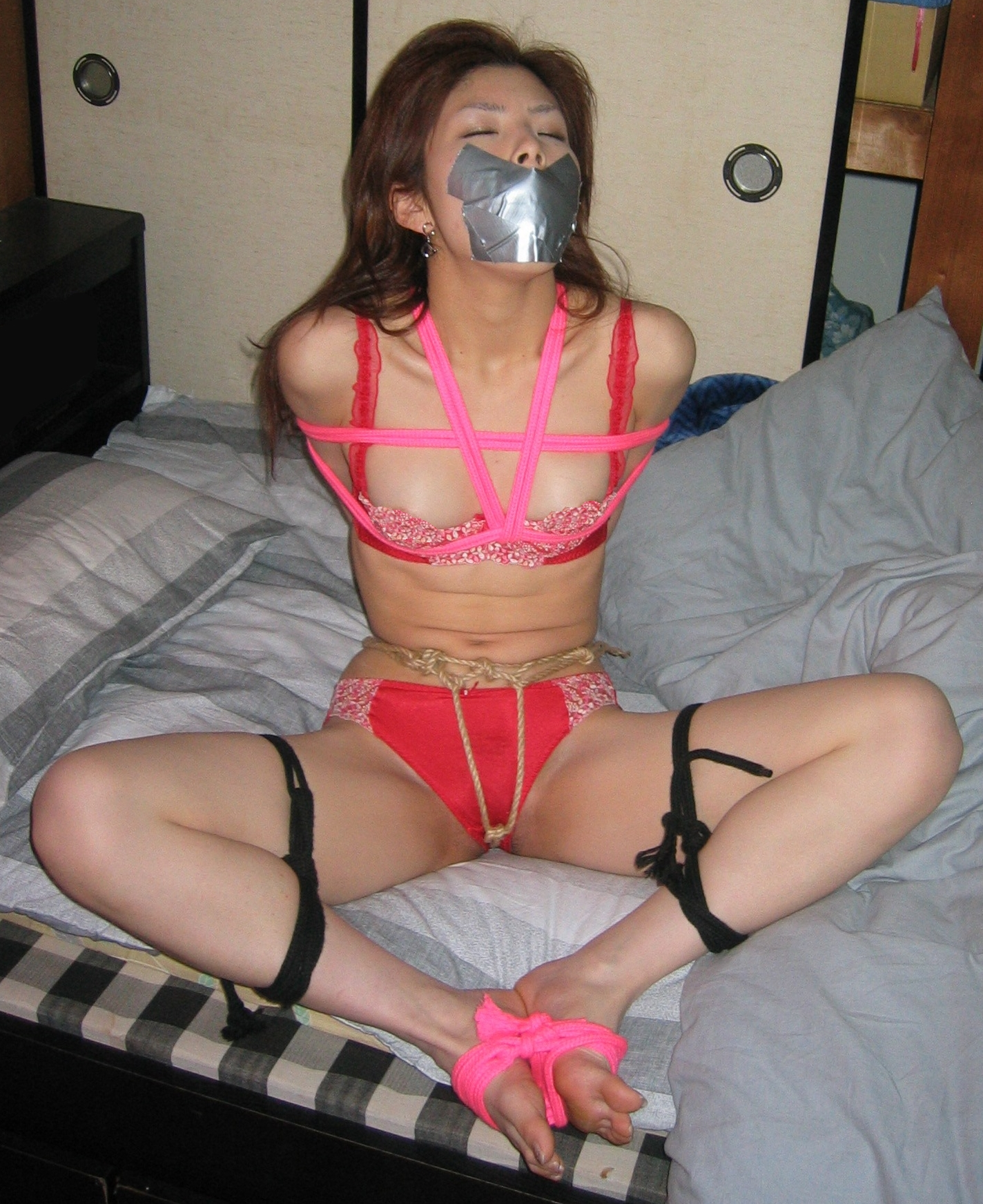
Frogtied

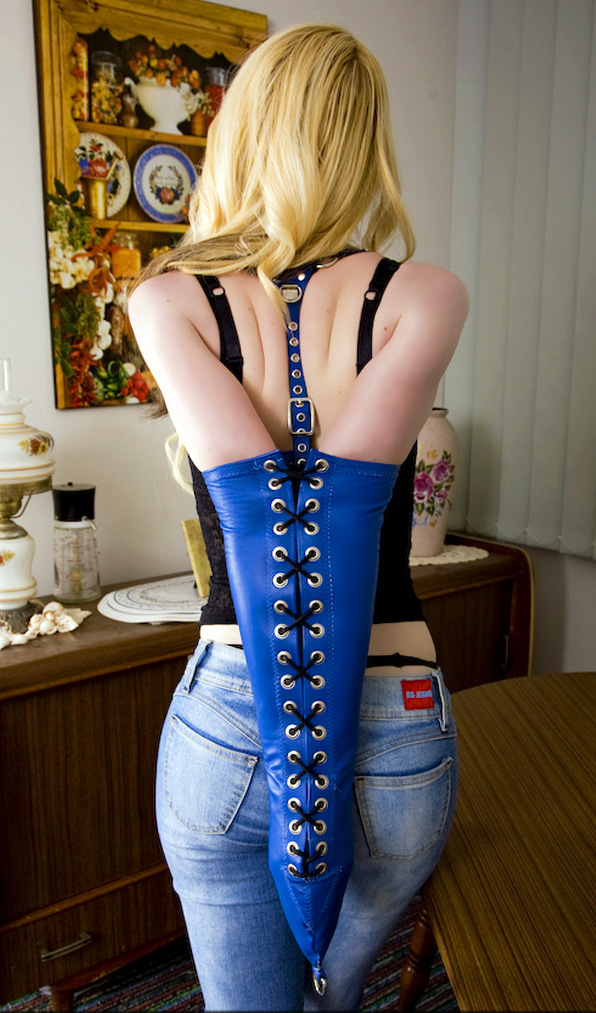
Esempio di bondage (il monoguanto).

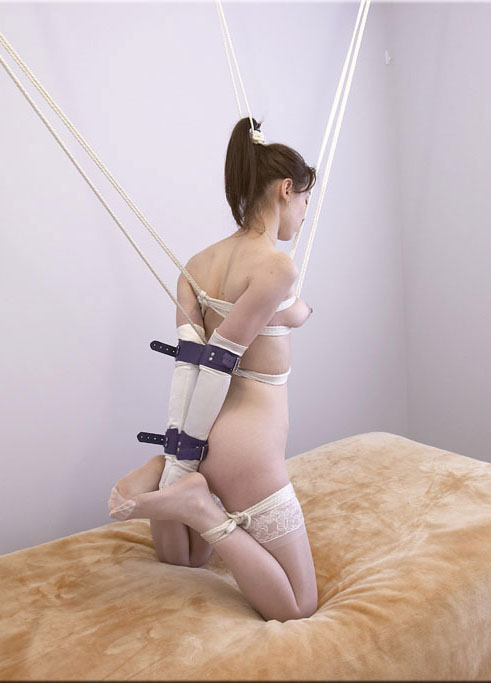
Hogtie verticale.

Il bondage (termine derivante dalla lingua inglese media), o in italiano bondaggio, è una pratica in cui si immobilizza un partner consenziente o se ne limita temporaneamente la capacità sensoriale. È possibile legare con corde, corsetti, cappucci, bavagli, catene o altro. In generale il bondage si basa sull'impedimento consensuale della libertà fisica di muoversi, di vedere, di parlare, di sentire. Il bondage più comune è il rope bondage, effettuato con corde di vari materiali, in stile occidentale o in stile tradizionale shibari (giapponese), oppure nello stile "statunitense", o nello stile "macramè", che ha un approccio puramente decorativo.
Il bondage è una pratica tra adulti consenzienti, intrapresa conoscendone i rischi e le conseguenze, il cui scopo principale è vivere le emozioni che queste pratiche danno. Nel bondage si vivono forti emozioni fisiche, date dalla costrizione stessa e dalle posture del corpo, ma ancor più mentali, quali lo scambio di fiducia estremo che si instaura, e l'abbandono che si vive all'interno della costrizione.

## Tecniche

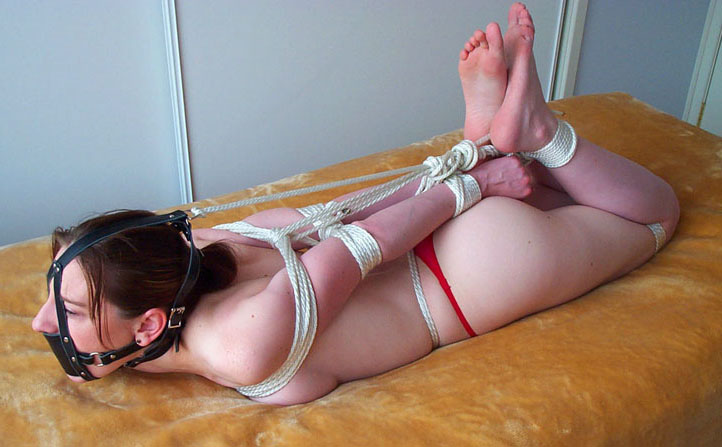
L'hogtie: come impedire a una persona di potersi muovere usando delle corde

Le principali tecniche di bondage possono essere raggruppate in sei diverse categorie:
- costrizione di parti del corpo, raggruppate o ristrette fra di loro;
- separazione o divaricazione di parti del corpo;
- collegamento di parti del corpo a oggetti esterni, muri o sostegni;
- sospensione del corpo a soffitti o sostegni;
- restrizione o modificazione forzata dei normali movimenti del corpo;
- immobilizzazione completa del corpo (mummificazione), fino alla vera e propria deprivazione sensoriale.

Ognuna di queste categorie prevede numerosissime varianti, sia a causa della varietà degli strumenti utilizzati, sia a causa delle modalità secondo cui questi strumenti sono disposti e adoperati.
In particolare sono note numerose ed elaborate tecniche per la realizzazione di complessi bondage con corde e nodi, tecniche che richiedono una certa competenza da parte di chi le realizza; fra queste tecniche, l'hishi, erroneamente chiamato karada (termine giapponese che indica semplicemente il corpo) è diventato un'icona della tecnica giapponese, benché in realtà in Giappone non sia molto utilizzata dai maestri più affermati. L'esecuzione dell'hishi prevede una totale immobilizzazione del busto e delle braccia, mediante una sequenza molto accurata di passaggi di corda e di nodi, effettuati soprattutto lungo l'asse anteriore e posteriore del corpo, centralmente, costruendo delle figure geometriche a rombo da cui prende il nome (hishi = diamante). 
Secondo antichi manoscritti rinvenuti negli scavi di Bam, in Persia, si ritiene che la restrizione o modificazione forzata dei normali movimenti del corpo a scopi erotici fosse già praticata dai Medi.
A volte in associazione al bondage possono essere eseguite pratiche di dominazione psicologica e giochi sadomasochistici (frustate, pene dolorose, solletico), il cui scopo è quello di far crescere nel partner sottomesso il senso di dominazione e umiliazione. Se il partner dominante agisce senza cognizione di causa, o in condizioni psicofisiche non ideali, il rischio di procurare danno può crescere notevolmente.

## Pericolosità e precauzioni

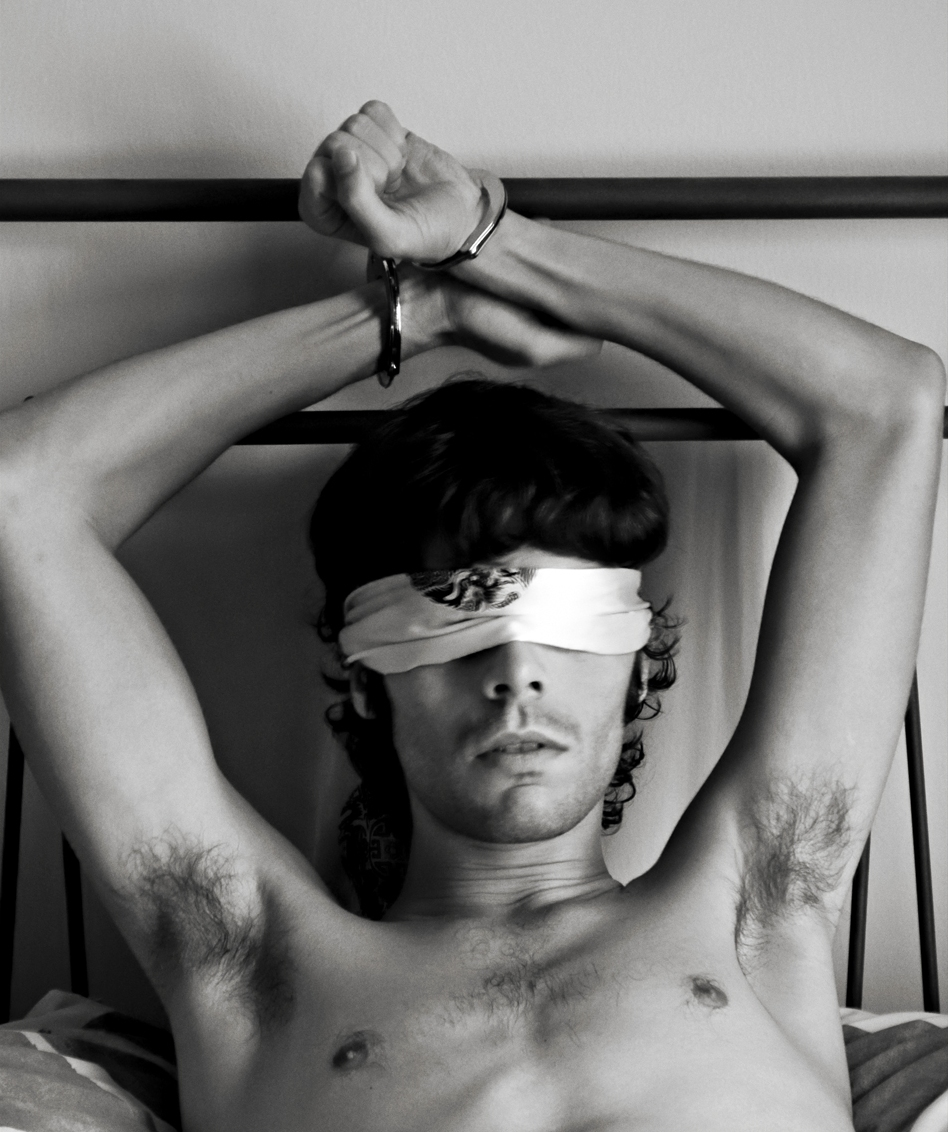
Uomo bendato ammanettato a un letto.

La pratica del bondage può comportare rischi anche gravi per la salute e l'incolumità delle persone, soprattutto se è intrapresa senza una sufficiente conoscenza ed esperienza delle sue tecniche e/o non vengono osservate alcune regole di base.
Il bondage non deve essere praticato quando:
- non si conosce bene il partner e/o non si nutre completa fiducia in lui/lei;
- si conosce il bondage, ma non si è pienamente convinti di volerlo praticare;
- non si è informati sui rischi associati alla pratica;
- non si è preparati o non si ha una sufficiente padronanza della tecnica di bondage che si vuole sperimentare;
- si versa in condizioni fisiche o psicologiche non ottimali;
- non si ritiene di poterne trarre piacere;
- si è stanchi o sotto l'effetto di droghe o alcool.

Nel bondage la consensualità è essenziale, è necessario accertarsi che entrambi i partner abbiano prestato un consenso validamente espresso. 
Non bisogna lasciare mai da sola una persona sottoposta a bondage: la persona che lega ha la responsabilità di preoccuparsi costantemente delle condizioni di salute e psicologiche della persona legata. 

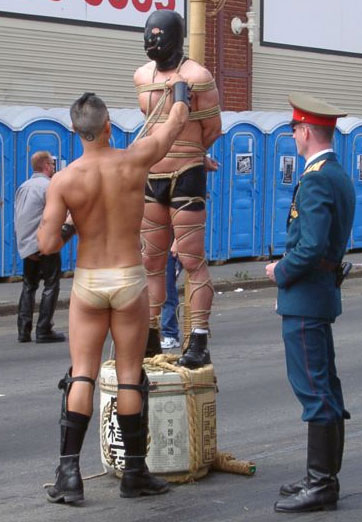
Esecuzione di bondage di un uomo al Folsom Street Fair (2003)

Il bondage è una pratica che richiede un certo grado di abilità e con cui bisogna già avere una certa dimestichezza. Tra le precauzioni da osservare:
- la parte anteriore del collo non deve mai essere sottoposta a compressioni di nessun genere;
- è necessario controllare il buon funzionamento della circolazione sanguigna.
- le corde possono essere posizionate in maniera tale da schiacciare, irritare e infiammare le terminazioni nervose, causando dolori e insensibilità degli arti ma che non possono durare troppo a lungo o diventare, in casi limite, permanenti.
- quando si usano le corde, bisogna fare attenzione a dove sono posti i nodi. Un nodo posto su una terminazione nervosa sul braccio in corrispondenza del nervo radiale, in corrispondenza dell'osso ulnare o sulla spina dorsale potrebbe causare danni permanenti anche gravi.
- bisogna considerare che i rischi connessi alla pratica aumentano in sessioni troppo lunghe. La maggior parte delle sessioni non dura più di un'ora.

## Film
Numerosi film narrano di pratiche bondage. Spesso tali film, di produzioni cinematografiche indipendenti, possono rientrare nella categoria dei cortometraggi o dei lungometraggi, e sono destinati alle proiezioni in sale specifiche (del tutto legali, purché se ne limiti la visione ai minori di 14 o 18 anni), a festival privati, o a mercati paralleli in VHS o DVD (sexy shop. on-line store). Le tecniche utilizzate sono quelle sopra descritte, ma possono anche essere più semplici, limitandosi a una situazione di pericolo vissuta da parte del protagonista (in genere, pur se non necessariamente, di sesso femminile).
Nelle produzioni indipendenti di film bondage rientra la Simolittleflower Productions, che realizza il cosiddetto filone Spanteco!. Tale categoria di film è definita dalla produzione "sperimentale e a solo scopo dimostrativo", destinato solo a alcuni festival privati, svolti principalmente in Francia, Olanda, Norvegia e Svezia, e non prevede alcuna distribuzione. La serie Spanteco! utilizza alcune caratteristiche specifiche che la contraddistinguono:
- La durata è tipica dei cortometraggi, generalmente dai 4 ai 15 minuti;
- La vittima protagonista è di sesso maschile; il dominante è generalmente di sesso femminile che aggredisce la propria vittima in genere per effettuare furti o rapine;
- Molto raramente la vittima viene costretta in nudità totale; solo a volte si usa la tecnica del vedo-non vedo per stimolare la curiosità dello spettatore. Nella maggior parte dei casi, invece, la vittima è vestita totalmente, e indossa una camicia e sopra un maglione con le maniche sollevate, e dei pantaloni anch'essi di rado sollevati fino alle ginocchia;
- La vittima è legata, mani dietro la schiena e piedi, con semplici corde o a volte con nastro adesivo, e imbavagliata con un fazzoletto di stoffa o con del nastro adesivo;
- La vittima in genere tenta di attrarre, inutilmente, l'attenzione dei vicini di casa (tipicamente donne intente ai lavori di casa) o chiede soccorso telefonicamente (il più delle volte l'interlocutore non comprende il pericolo e interrompe la telefonata). In alcuni casi alcune vicine di casa percepiscono il pericolo dalle loro abitazioni e tentano inutilmente di prestare soccorso bussando alla porta. La situazione termina il più delle volte con la disperazione della vittima, che scoppia in lacrime o con una esasperazione delle emozioni fisiologiche (denominata dalla produzione "emotional pissy spanteco")
- Il film termina in genere con la vittima che riesce a liberarsi da solo. A volte non esiste un preciso finale ma si intuisce che la vittima non riuscirà a riacquistare più la libertà.